# Schmiechener See (Vogelschutzgebiet)
Das Gebiet Schmiechener See ist ein mit Verordnung vom 20. November 2007 des Regierungspräsidiums Tübingen ausgewiesenes Europäisches Vogelschutzgebiet (Schutzgebietskennung DE-7624-402) im Südosten des deutschen Landes Baden-Württemberg.

## Lage
Das rund 74 Hektar (ha) große Vogelschutzgebiet „Schmiechener See“ liegt östlich der Bundesstraße 492, drei Kilometer südlich von Schelklingen und verteilt sich zu 40,62 Prozent (= 29,9007 ha) auf die Stadt Schelklingen und die Gemeinde Allmendingen (59,38 Prozent = 43,7308 ha).

## Beschreibung
Beschrieben wird das Gebiet „Schmiechener See“ als „fast verlandeter See in einer alten Urdonau-Schlinge mit periodisch nur noch kleinflächigen freien Wasserflächen, die von Verlandungsgesellschaften (Teichbinsen-, Schilfröhricht, Großseggengesellschaften) eingefasst sind, sowie anschließendem Grünland und einzelnen Ackerflächen.“

### Lebensraumklassen
|                                      |                                      |  |      |      |
| Feuchtes und mesophiles Grünland     | Feuchtes und mesophiles Grünland     |  | 3 %  | 3 %  |
| Binnengewässer, stehend und fließend | Binnengewässer, stehend und fließend |  | 56 % | 56 % |
| Moore, Sümpfe, Uferbewuchs           | Moore, Sümpfe, Uferbewuchs           |  | 20 % | 20 % |
| Melioriertes Grünland                | Melioriertes Grünland                |  | 20 % | 20 % |
| Anderes Ackerland                    | Anderes Ackerland                    |  | 1 %  | 1 %  |
|                                      |                                      |  |      |      |

### Bedeutung
Das Vogelschutzgebiet „Schmiechener See“ liegt in einer lehmgefüllten, ursprünglich von der Donau erodierten Wanne. Es ist das bedeutendste Brutvorkommen des Tüpfelsumpfhuhns und eines der wichtigsten Brutgebiete für Knäk-, Krick-, Löffel- und Tafelente sowie das Kleine Sumpfhuhn in Baden-Württemberg.

## Schutzzweck
Die gebietsbezogenen Erhaltungsziele sind je nach Art unterschiedlich beschrieben.

### Brutvögel
Brutvogelarten, die im Anhang I der Vogelschutzrichtlinie aufgelistet und für die in ganz Europa besondere Maßnahmen anzuwenden sind. In diese Kategorie fallen in Baden-Württemberg insgesamt 39 Arten.

#### Kleines Sumpfhuhn(Porzana parva)

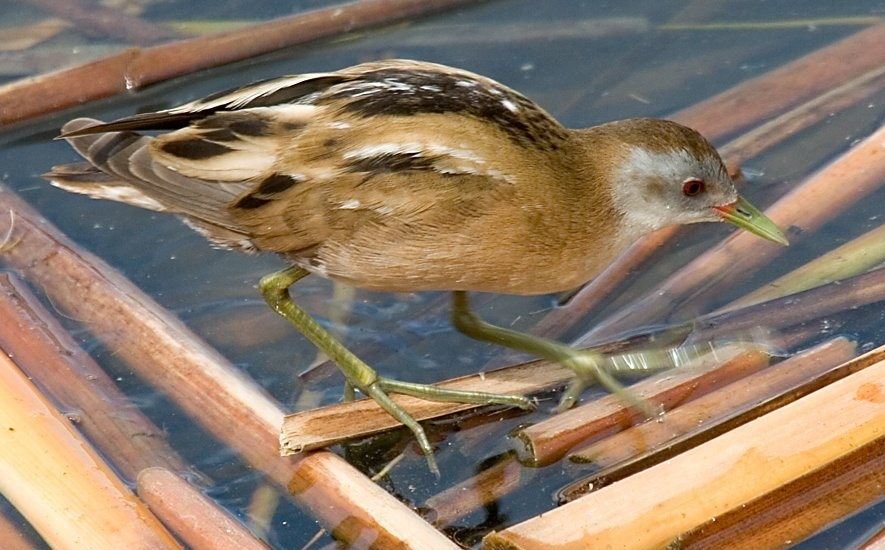
Kleines Sumpfhuhn

Erhaltung der ungenutzten wasserständigen Schilfröhrichte und Großseggenriede mit wasserseitigen Knickschicht-Bereichen, der Lebensräume ohne Gefahrenquellen wie Freileitungen, Erhaltung einer Überstauung der Lebensstätten während der gesamten Fortpflanzungszeit (1. April bis 15. September), Erhaltung von Sekundärlebensräumen wie aufgelassene Abbaustätten mit vorgenannten Lebensstätten sowie Erhaltung störungsfreier oder zumindest störungsarmer Fortpflanzungsstätten während der Fortpflanzungszeit.

#### Purpurreiher(Ardea purpurea)

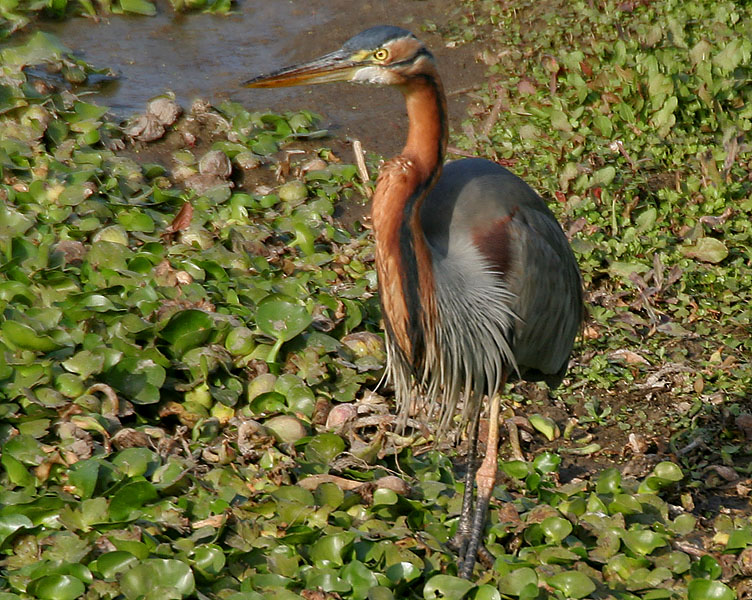
Purpurreiher

Erhaltung der natürlichen und naturnahen Feuchtgebiete wie Flussniederungen, Auenlandschaften und Moore, der Flachwasserzonen an stehenden und schwach fließenden Gewässern sowie der Überschwemmungsflächen, der Röhrichte, Großseggenriede und Schilfbestände mit offenen Gewässerbereichen, der Lebensräume ohne Gefahrenquellen wie nicht vogelsichere Freileitungen, ungesicherte Schornsteine und Windkraftanlagen, Erhaltung von langen Röhricht -Wasser-Grenzlinien wie sie durch Buchten, Schilfinseln und offene Wassergräben sowie kleinere freie Wasserflächen innerhalb der Röhrichte zustande kommen, von großflächigen Offenlandkomplexen aus Grünland und Mooren mit hohen Grundwasserständen sowie Wässerwiesen, Erhaltung einer Wasserqualität, die gute Sichtbedingungen für den Beutefang gewährleistet, Erhaltung des Nahrungsangebots, insbesondere mit Fischen, Amphibien, Kleinsäugern, Großinsekten, Reptilien und Regenwürmern sowie Erhaltung störungsfreier oder zumindest störungsarmer Rast- und Schlafplätze sowie Überwinterungs- und Nahrungsgebiete.

#### Rohrdommel(Botaurus stellaris)

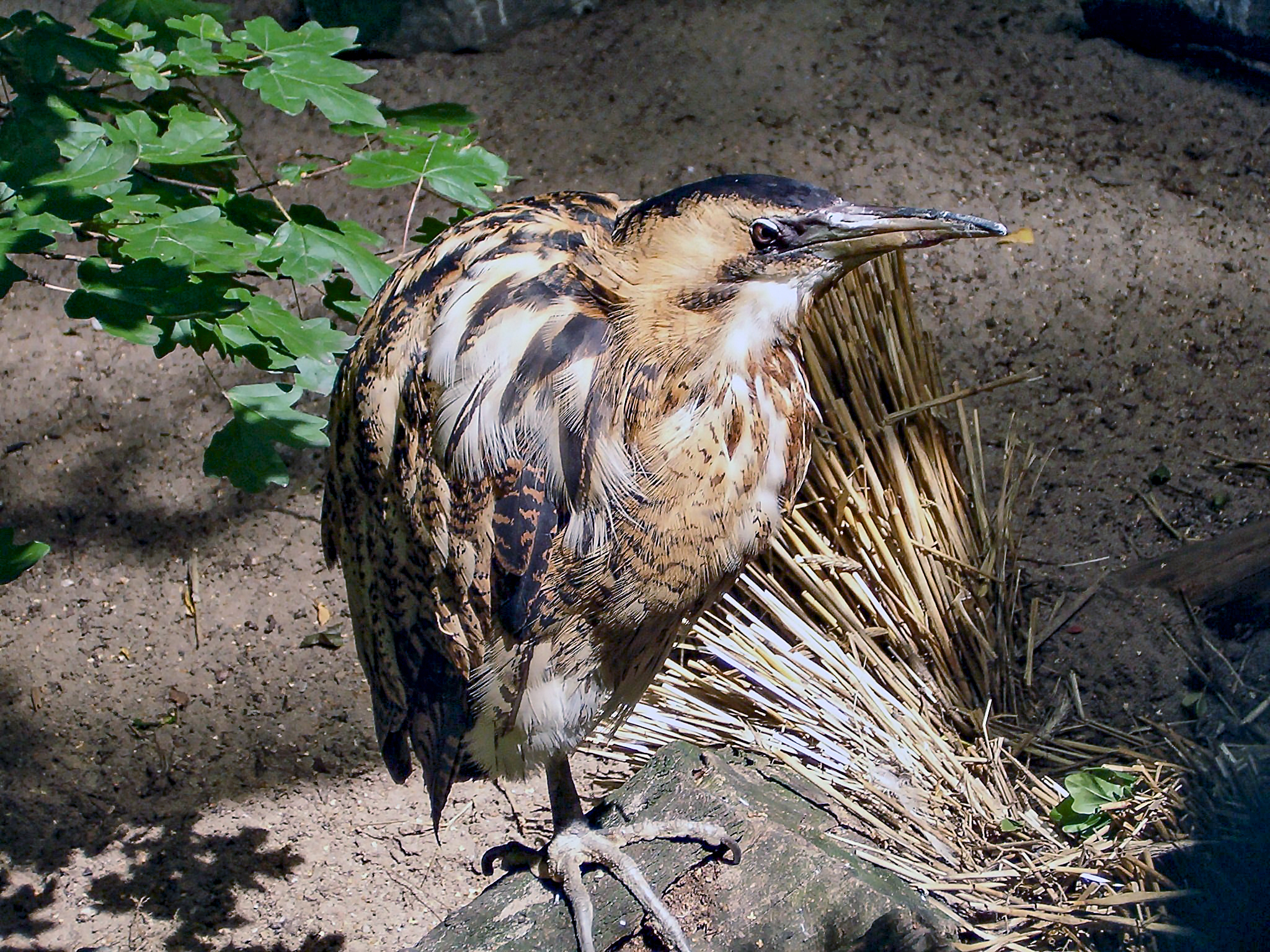
Rohrdommel

Erhaltung der natürlichen und naturnahen Feuchtgebiete wie Flussniederungen und Auenlandschaften, der Flachwasserzonen an stehenden und schwach fließenden Gewässern sowie der Überschwemmungsflächen, der Röhrichte und Schilfbestände mit offenen Gewässerbereichen, der Lebensräume ohne Gefahrenquellen wie nicht vogelsichere Freileitungen und Windkraftanlagen, Erhaltung von langen Röhricht -Wasser-Grenzlinien wie sie durch Buchten, Schilfinseln und offene Wassergräben sowie kleinere freie Wasserflächen innerhalb der Röhrichte zustande kommen, Erhaltung einer Wasserqualität, die gute Sichtbedingungen für den Beutefang gewährleistet, Erhaltung des Nahrungsangebots, insbesondere mit Fischen, Amphibien, Kleinsäugern, Großinsekten, Reptilien und Würmern sowie Erhaltung störungsfreier oder zumindest störungsarmer Rast- und Schlafplätze sowie Überwinterungs- und Nahrungsgebiete.

#### Rohrweihe(Circus aeruginosus)

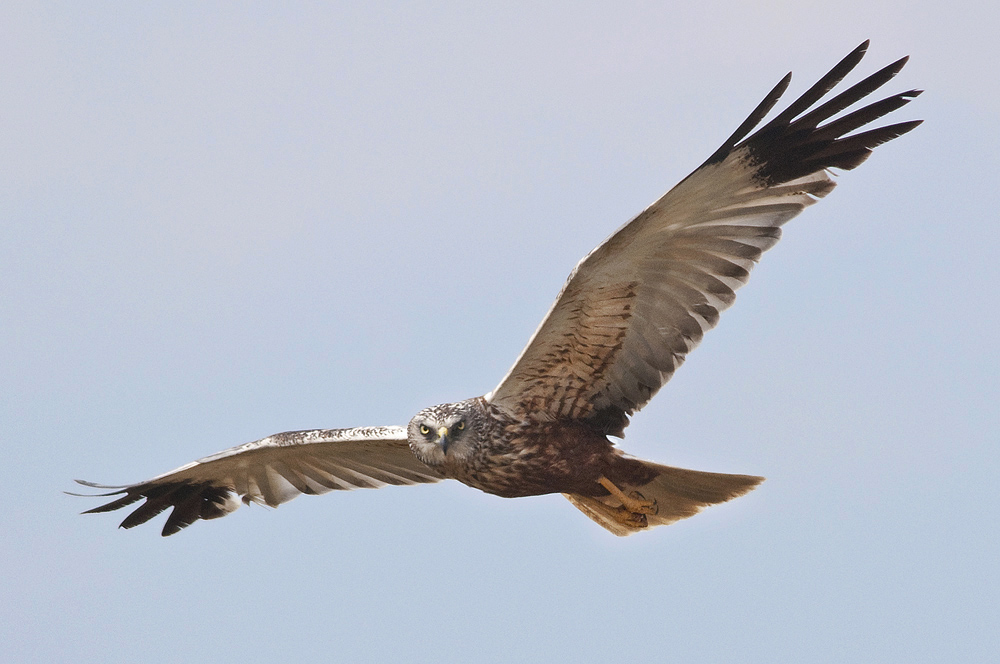
Rohrweihe

Erhaltung der Verlandungszonen, Röhrichte und Großseggenriede, der Feuchtwiesenkomplexe, insbesondere mit Streuwiesen oder extensiv genutzten Nasswiesen, der Lebensräume ohne Gefahrenquellen wie nicht vogelsichere Freileitungen und Windkraftanlagen, Erhaltung von Gras- und Staudensäumen, von Sekundärlebensräumen wie aufgelassene Abbaustätten mit vorgenannten Lebensstätten sowie Erhaltung störungsfreier oder zumindest störungsarmer Fortpflanzungsstätten während der Fortpflanzungszeit vom 15. März bis zum 15. September.

#### Tüpfelsumpfhuhn(Porzana porzana)

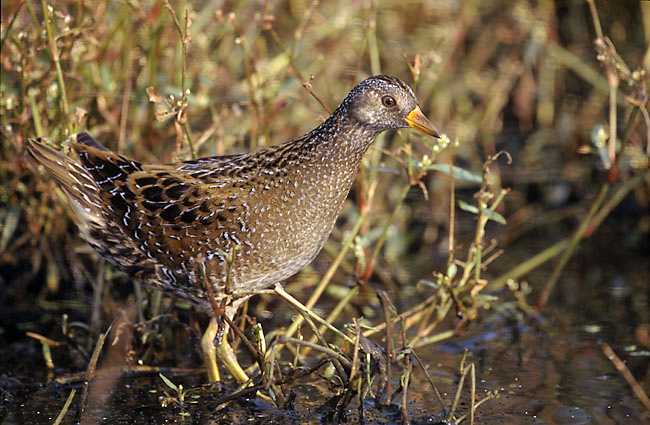
Tüpfelsumpfhuhn

Erhaltung der Verlandungszonen mit niedrig überfluteter abwechslungsreicher krautiger Vegetation wie in Übergangszonen zwischen Röhrichten und Großseggenrieden, im Uferbereich von ausgedehnten Schilfbeständen und in überschwemmten Feuchtwiesen, der Lebensräume ohne Gefahrenquellen wie Freileitungen, Erhaltung einer flachen Überstauung der Lebensstätten während der gesamten Fortpflanzungszeit (15. März bis 15. August), Erhaltung von Sekundärlebensräumen wie staunasse Torfstiche und Entwässerungsgräben mit Schilfstreifen, Seggenbülten und einer lockeren Krautschicht sowie Erhaltung störungsfreier oder zumindest störungsarmer Fortpflanzungsstätten während der Fortpflanzungszeit.

### Zugvögel
Weitere, nicht in Anhang I aufgelistete Zugvogelarten, die im Land brüten und für die Schutzgebiete ausgewählt wurden. In diese Kategorie fallen in Baden-Württemberg insgesamt 36 Arten.

#### Kiebitz(Vanellus vanellus)

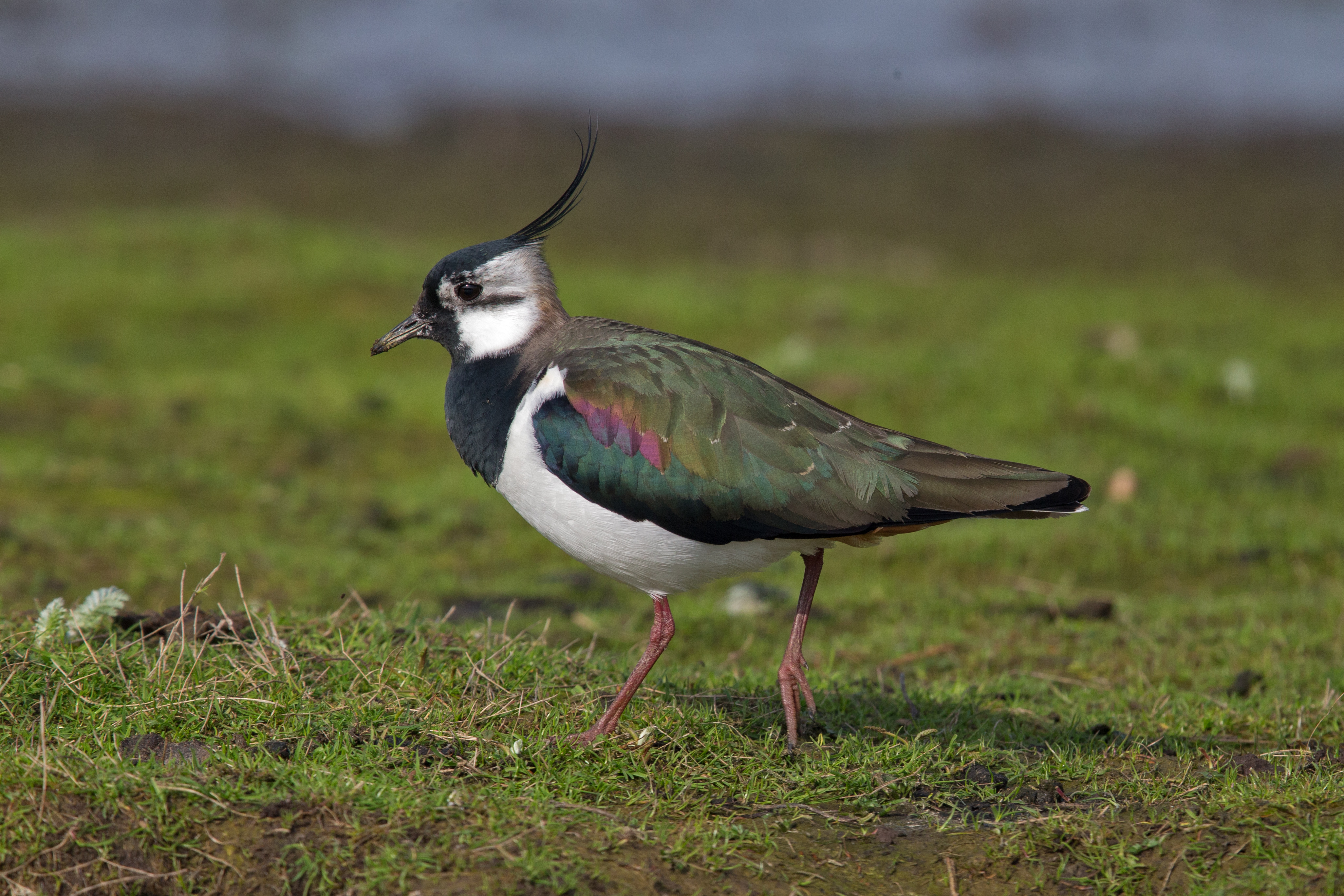
Kiebitz

Erhaltung von weiträumigen offenen Kulturlandschaften, Viehweiden, mageren Wiesen mit lückiger Vegetationsstruktur, Grünlandbrachen, Ackerland mit später Vegetationsentwicklung und angrenzendem Grünland, von Flutmulden, zeitweise überschwemmten Senken und nassen Ackerbereichen, Erhaltung der extensiv genutzten Feuchtwiesenkomplexe, der naturnahen Flussniederungen, der Gewässer mit Flachufern sowie Erhaltung störungsfreier oder zumindest störungsarmer Fortpflanzungsstätten während der Fortpflanzungszeit vom 1. Februar bis zum 31. August.

#### Knäkente(Anas querquedula)

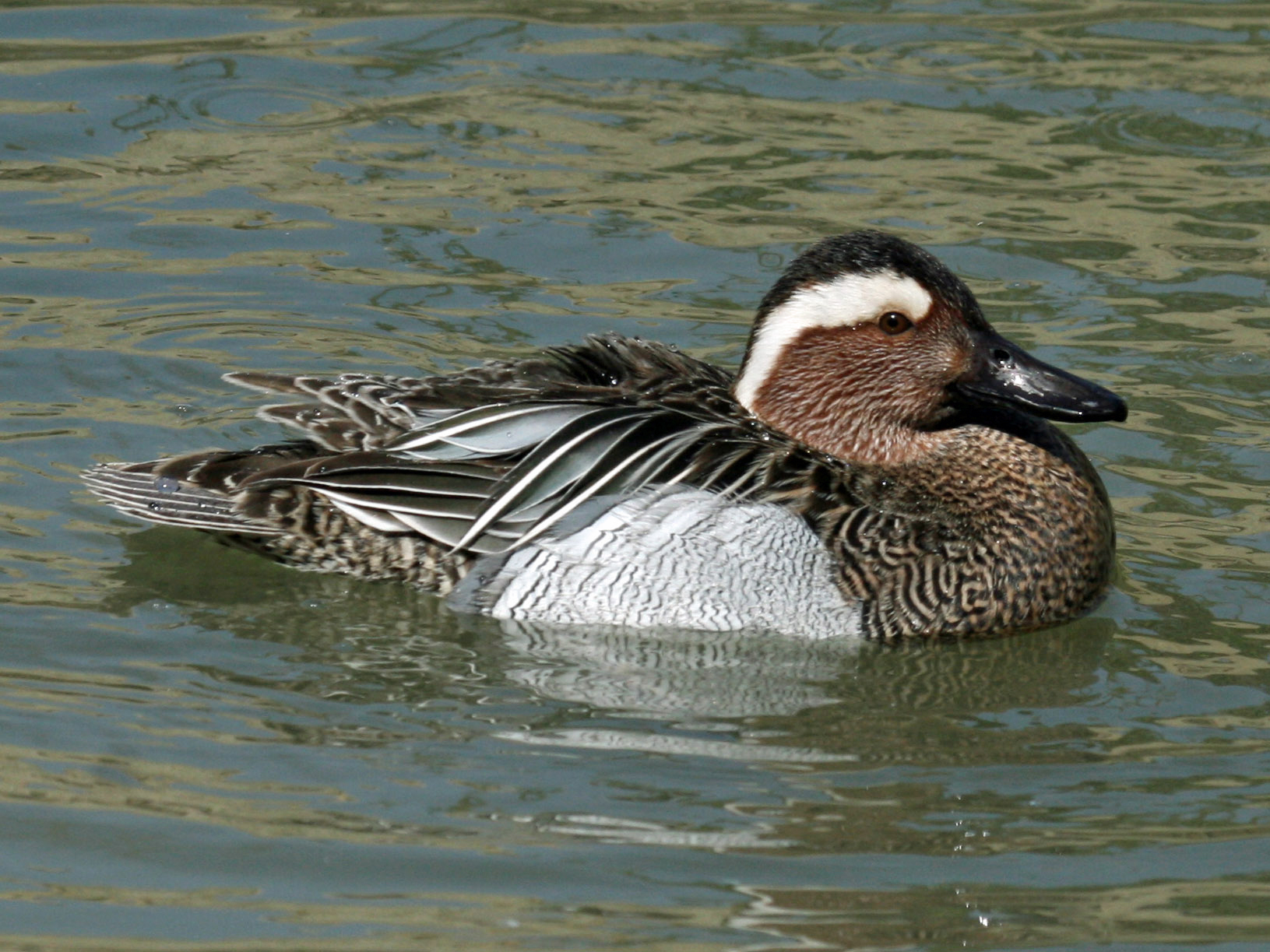
Knäkente

Erhaltung der eutrophen vegetationsreichen Flachwasserseen, Kleingewässer und von Wasser führenden Gräben, der zur Brutzeit überschwemmten Wiesenbereiche und Sümpfe, der Verlandungsbereiche mit Röhrichten, Seggenrieden und Flachwasserzonen, Erhaltung störungsfreier oder zumindest störungsarmer Fortpflanzungs- bzw. Mauserstätten während der Brut- und Aufzuchtszeit (15. April bis 15. September) und Mauser (15. Juni bis 15. September), Erhaltung des im Mündungsbereich langsam fließenden Baches mit Flachwasserzonen sowie Erhaltung von Sekundärlebensräumen wie Regenüberlaufbecken mit vorgenannten Lebensstätten.

#### Krickente(Anas crecca)

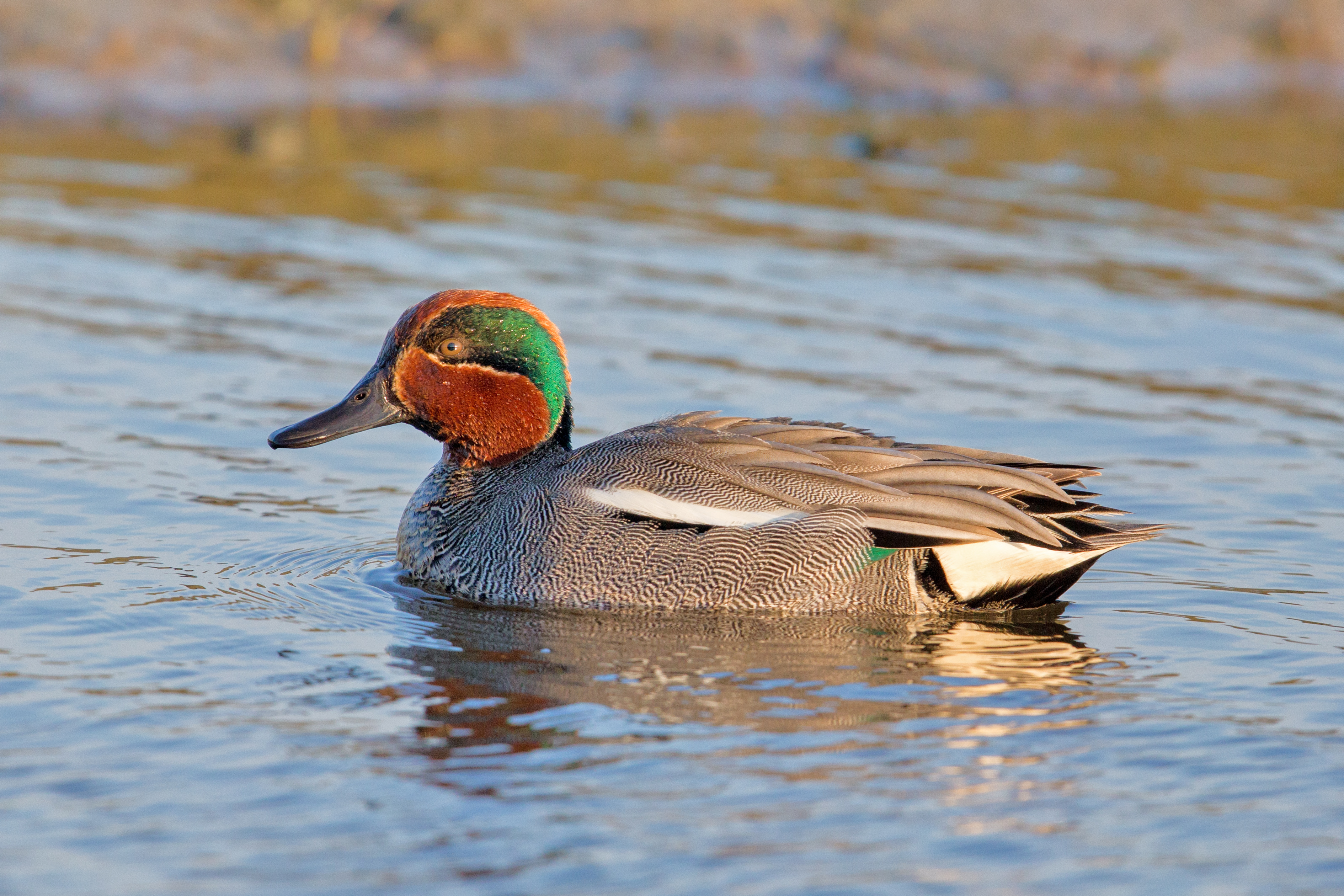
Krickente

Erhaltung der eutrophen vegetationsreichen Flachwasserseen, Kleingewässer und von Wasser führenden Feuchtwiesengräben, der langsam fließenden Gewässer mit Flachwasserzonen, der vegetationsreichen Moorseen, der Verlandungsbereiche mit Röhrichten, Seggenrieden, wasserständigen Gehölzen, Schlickflächen und Flachwasserzonen, Erhaltung von Sekundärlebensräumen wie aufgelassene Abbaustätten mit vorgenannten Lebensstätten sowie Erhaltung störungsfreier oder zumindest störungsarmer Fortpflanzungs- bzw. Mauserstätten während der Brut- und Aufzuchtszeit (15. März bis 31. August) sowie der Mauser (1. Juli bis 30. September).

#### Löffelente(Anas clypeata)

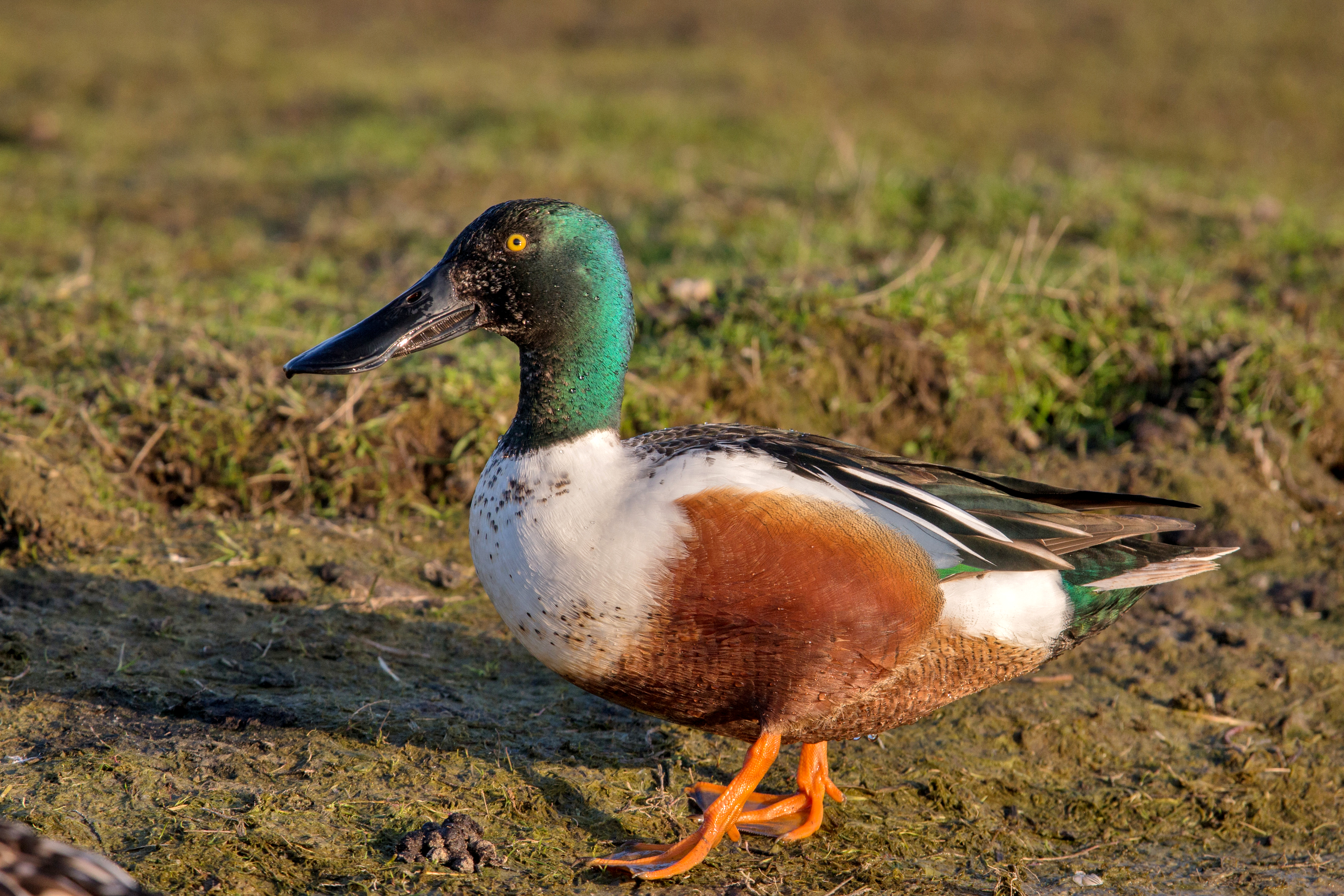
Löffelente

Erhaltung des eutrophen vegetationsreichen Flachwassersees, der Kleingewässer und von Wasser führenden Feuchtwiesengräben, Erhaltung der Verlandungsbereiche mit Röhrichten, Seggenrieden, Schlickflächen und Flachwasserzonen sowie Erhaltung störungsfreier oder zumindest störungsarmer Fortpflanzungs- bzw. Mauserstätten während der Brut- und Aufzuchtszeit (15. April bis 15. September) sowie der Mauser (15. Juli bis 15. September).

#### Tafelente(Aythya ferina)

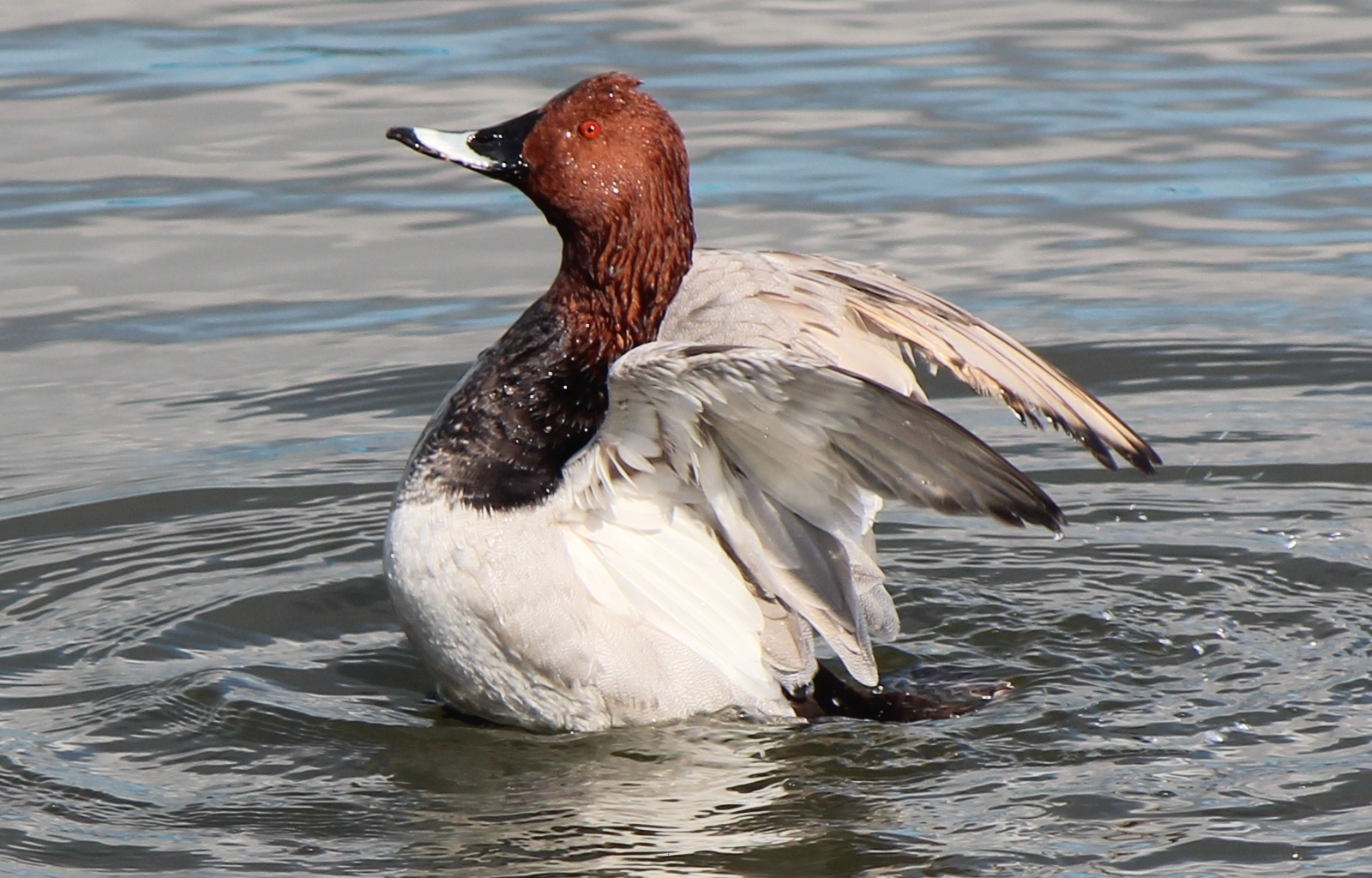
Tafelente

Erhaltung der Flachwasserseen mit reicher Ufervegetation und großen freien Wasserflächen sowie der schwach fließenden Gräben und des Baches mit reicher Ufervegetation, der Verlandungsbereiche mit Röhrichten, Seggen- oder Binsenbeständen, der offenen Flachwasserzonen, Erhaltung von Sekundärlebensräumen wie Regenüberlaufbecken mit vorgenannten Lebensstätten sowie Erhaltung störungsfreier oder zumindest störungsarmer Fortpflanzungs- bzw. Mauserstätten während der Brut- und Aufzuchtszeit (15. April bis 15. Oktober) und der Mauser (1. Juli bis 15. September).

#### Wasserralle(Rallus aquaticus)

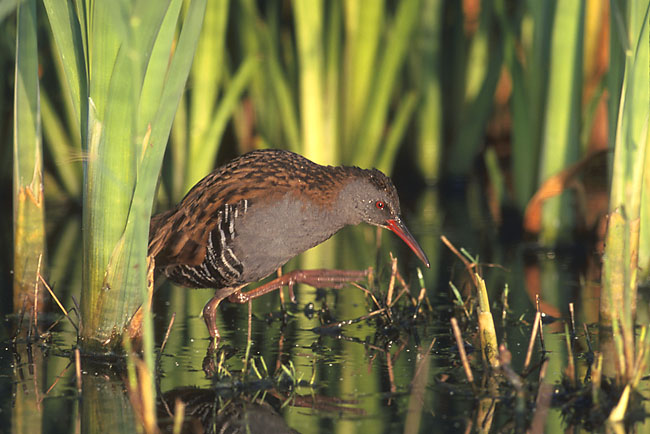
Wasserralle

Erhaltung der stehenden Gewässer mit Flachwasserzonen, der Fließgewässerabschnitte und Wassergräben mit deckungsreicher Ufervegetation, der Riede und Moore mit zumindest kleinen offenen Wasserflächen, der deckungsreichen Verlandungsbereiche mit flach überfluteten Röhrichten, Großseggenrieden und Ufergebüschen, der Lebensräume ohne Gefahrenquellen wie Freileitungen, Erhaltung von Sekundärlebensräumen wie aufgelassene Abbaustätten mit vorgenannten Lebensstätten sowie Erhaltung störungsfreier oder zumindest störungsarmer Fortpflanzungsstätten während der Fortpflanzungszeit (15. März bis 15. September).

#### Zwergtaucher(Tachybaptus ruficollis)

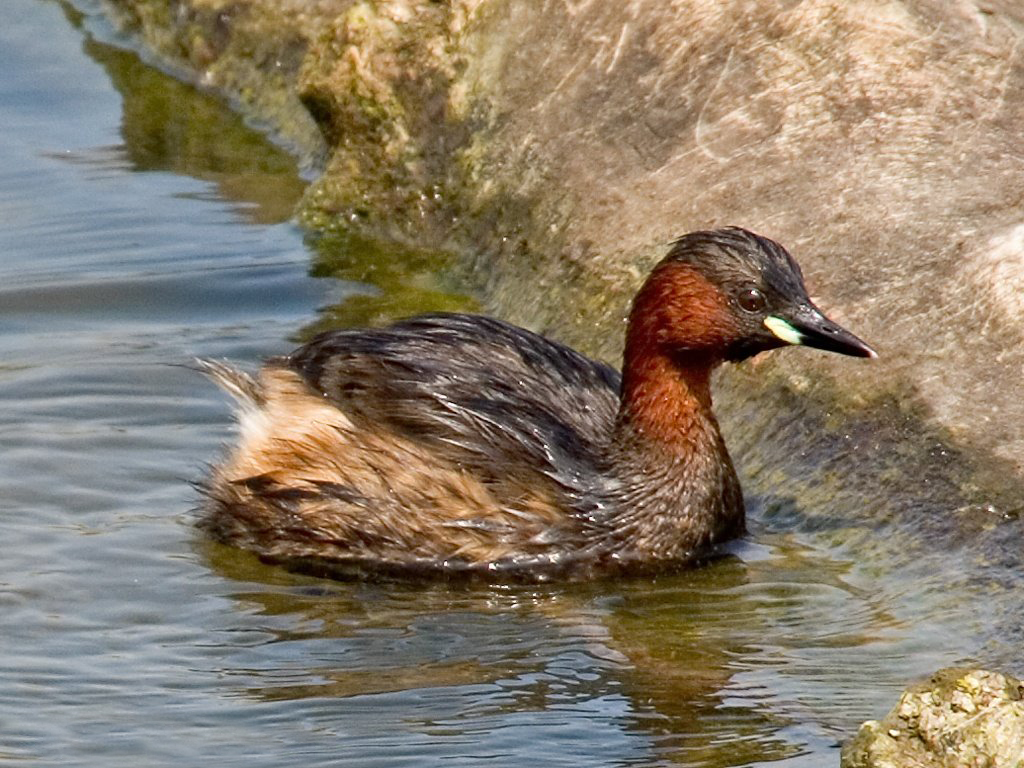
Zwergtaucher

Erhaltung der zumindest stellenweise deckungsreichen Stillgewässer, Feuchtwiesengräben, langsam fließenden Bäche und Wiesengräben, Verlandungszonen mit Röhrichten wie Schilf-, Rohrkolben-, Wasserschwaden- oder Rohrglanzgrasbestände, Erhaltung einer Wasserqualität, die gute Sichtbedingungen für den Beutefang gewährleistet, Erhaltung von Sekundärlebensräumen wie aufgelassene Torfstiche mit vorgenannten Lebensstätten sowie Erhaltung störungsfreier oder zumindest störungsarmer Fortpflanzungsstätten während der Fortpflanzungszeit (15. Februar bis 15. September).

## Zusammenhang mit anderen Schutzgebieten
Mit dem Vogelschutzgebiet „Schmiechener See“ sind das FFH-Gebiet „Tiefental und Schmiechtal“ (7623-341), das Naturschutzgebiet „Schmiechener See“ (4.072) sowie die Landschaftsschutzgebiete „Schelklingen“ (4.25.121) und „Allmendingen“ (4.25.135) als zusammenhängende Schutzgebiete ausgewiesen.